# Unterwelt
Unterwelt ist ursprünglich alles, was sich unter der Erdoberfläche befindet, unter anderem die bildhafte Vorstellung einer jenseitigen Welt, die in den Mythen vieler Kulturen vorkommt und ein Reich der Toten („Totenreich“, „Totenwelt“) bezeichnet. Die Götter der Unterwelt werden zuweilen auch als die chthonischen Mächte (von griechisch chthon, Erde) bezeichnet.
Abgeleitet vom englischen Underworld etablierte sich in der deutschen Sprache um die 1920er Jahre auch der Ausdruck Unterwelt für sogenannte „asoziale“ Schichten von Kriminellen oder die Verbrecherwelt und bezeichnet in der Gegenwartssprache ein zwielichtiges Milieu von Berufsverbrechern, besonders in Großstädten.

## Einordnung
Der Begriff der Unterwelt stand ursprünglich für die durchaus räumliche Vorstellung eines Ortes, der unterhalb der normal zugänglichen Welt angesiedelt ist (bezogen auf die Vorstellung der Erdoberseite als Scheibe), dann zunehmend für einen Ort außerhalb der Welt der Sterblichen, an dem besondere Wesen und auch die Geister der Verstorbenen (daher auch oft die Bezeichnung „Totenreich“ oder „Reich des Todes“) vermutet wurden. In dieser Begriffsvariante handelt es sich um ein Vorläuferkonzept späterer Jenseits-Vorstellungen. 
Neben den kulturspezifischen Aspekten gibt es auch kulturübergreifende, so gibt es meist einen Herrscher oder ein Herrscherpaar aus einem Göttergeschlecht, der oder das der Unterwelt vorsteht. Die Unterwelt ist der Wohnort der Todes- und Unterweltgottheiten. Hierher gelangen die Verstorbenen, meist von Seelenführer oder Fährmann geleitet, über das Grenzwasser. Im Westen, jenseits des Ozeans, wo die Sonne untergeht, wird der Eingang zur Unterwelt vermutet. Bewacht durch dämonische Wesen erlaubt sie den Eintritt nur den Toten und verbietet ihn für Lebende.
In manchen Kulturen ist die Unterwelt ein öder und finsterer, dennoch moralisch unbewerteter Aufenthaltsort. In einigen Religionen entwickelte sich dagegen die Vorstellung von einer grauen- und qualvoll ausgestalteten Hölle als dem Wohnsitz des Bösen.
Die Analytische Psychologie in der Tradition Carl Gustav Jungs bringt die Unterwelt in Zusammenhang mit dem sogenannten Mutterarchetyp.
Der antonymische Begriff ist die Oberwelt (Himmel). Laut Mircea Eliade werden beide häufig über den Weltenbaum verbunden vorgestellt.

## Mythologie

### Griechische Mythologie
In der griechischen Mythologie wird die Unterwelt so beschrieben: Ihr Herrscher ist der Gott Hades (römisch: Pluto), sie heißt selber auch der Hades. Hades’ Gattin ist Persephone. Mit Hilfe des Fährmannes Charon kann der Fluss Styx, der Ober- und Unterwelt voneinander trennt, überquert werden. Der dreiköpfige Höllenhund Zerberus bewacht den Eingang und sorgt dafür, dass kein Lebender den Hades betritt und kein Toter ihn verlässt.
Die Totenrichter Minos, Rhadamanthys und Aiakos sitzen (nach späteren Vorstellungen) über die Seelen zu Gericht. Die meisten gehen in die von der Lethe (Strom des Vergessens) umflossenen elysischen Gefilde ein, wo sie als Schatten schmerzlos fortbestehen oder auch in ewiger Glückseligkeit leben. (Nach einer anderen, mindestens ebenso alten Vorstellung befand sich das Elysion in weiten Fernen jenseits des Okeanos, auf den Inseln der Seligen.) Die Frevler aber werden in den Tartaros gestoßen, die tiefste Region, die von unheimlichen Gestalten bewohnt wird. Diejenigen, die Verfehlungen gegen die Götter begangen haben, sollen hier ewige Qualen erleiden. Der Bereich ist von einer ehernen Mauer und dem flammenden Fluss Pyriphlegeton umgeben und dient Zeus als Gefängnis für Missetäter und Gottesfrevler (z. B. Tantalos, Sisyphos).

### Nordische Mythologie
Die Begriffe Niflheim und Helheim bezeichnen die Unterwelt in der nordischen Mythologie. Hier herrscht die Göttin Hel, die allerdings nie handelnd in Erscheinung tritt und auch erst spät personifiziert wurde. Ihr Reich ist von einem Fluss umgeben, über den eine goldene Brücke führt. Die Riesin Modgudur bewacht die Brücke und befragt die Ankömmlinge nach Namen und Geschlecht, nach anderen der Helhund Garm. Erst danach und der Überwindung des eisernen Zauns erreicht die verstorbene Seele das Reich Helheim. Helheim ist dabei kein Ort der Strafe, sondern ein Aufenthaltsort der Toten, die an Krankheit oder Altersschwäche (den „Strohtod“ im Bett bzw. Strohlager) gestorben sind. Als Strafort innerhalb Helheims wird in der Edda die Náströnd geschildert. Die meisten dieser Vorstellungen sind allerdings bereits christlich beeinflusst oder reflektieren griechische Elemente (Höllenhund Garmr/Kerberos, Höllenfluss Gjoll/Styx usw.) Die Hel der vorchristlichen Germanen war hingegen kein Ort der Verdammten, nur der dunkle, neblige Ort der Toten, wo sie so ähnlich wie im Diesseits weiterlebten, jedoch nicht zurückkehren konnten (daher die wachende Riesin Modgudur vor dem Höllentor Helgrind). Auch Walhalla als Ort der gefallenen Helden kam erst später hinzu, und es gab diesen Ort nur in der Vorstellung der Nordgermanen.

### Finnische Mythologie
In der finnischen Mythologie wird die  Unterwelt Tuonela am eingehendsten im Epos „Kalevala“ beschrieben. Sie wird von Tuoni und Tuonetar beherrscht.

### Totenreiche und -götter anderer Kulturen
- In Mesopotamien (Sumerer, Akkader) galten Nergal und seine Gattin Ereschkigal als Herrscher der Unterwelt Kurnugia.
- In der altsyrischen Mythologie hieß der Totengott Mot.
- Im Tanach ist Scheol ein Ort der Toten.
- In Ägypten waren Osiris sowie der Totenbegleiter und Balsamierungsgott Anubis die bedeutendsten Totengötter.
- Bei den Römern war Dis, auch genannt Pluto, der Herrscher der Unterwelt Orcus.
- Die Kelten nannten den Herrn der Seelen Dagda, die Waliser Gwydyon, die Gallier ihre Herrin Nantosuelta und die Iren Morrigan.
- Im hinduistischen bzw. buddhistischen Bereich (Hölle#Hinduismus bzw. japanisch Jigoku/chinesisch Diyu) ist der Todes- und Richtergott Yama zuständig. Er entspricht im buddhistischen Zentralasien dem Geist Ärlik.
- Die Maya nannten die Unterwelt Xibalbá.
- In der melanesischen Mythologie heißt das Reich der Toten Adiri.

### Die Unterwelt in der Literatur
Die Unterwelt bzw. Unterweltsfahrten wurden auf vielfältigste Weise in der Literatur eingesetzt. Die Ursprünge dieser literarischen Höllenfahrten liegen teilweise im Descensus Christi sowie in antiken literarischen Vorlagen wie der Katabasis (von altgriechisch καταβαίνειν katabaínein, deutsch ‚hinabgehen‘) des Odysseus, welche u. a. Vergil als Vorlage diente. Beispiele für die literarische Verarbeitung von Unterwelts- oder Höllenfahrten:
- im letzten Drittel des aus dem babylonischen Raum stammenden Gilgamesch-Epos
- Teile von Homers Odyssee
- Vergils Aeneis
- Augustins De civitate Dei
- der altfranzösische Roman d’Énéas
- Heinrichs von Veldeke Eneide
- die Visio Tnugdali
- Dante Alighieris Inferno
- der Fortunatus (Reise zu St. Patricius’ Fegefeuer)
- Johann Wolfgang von Goethes Faust II